# Niklas Schörnig

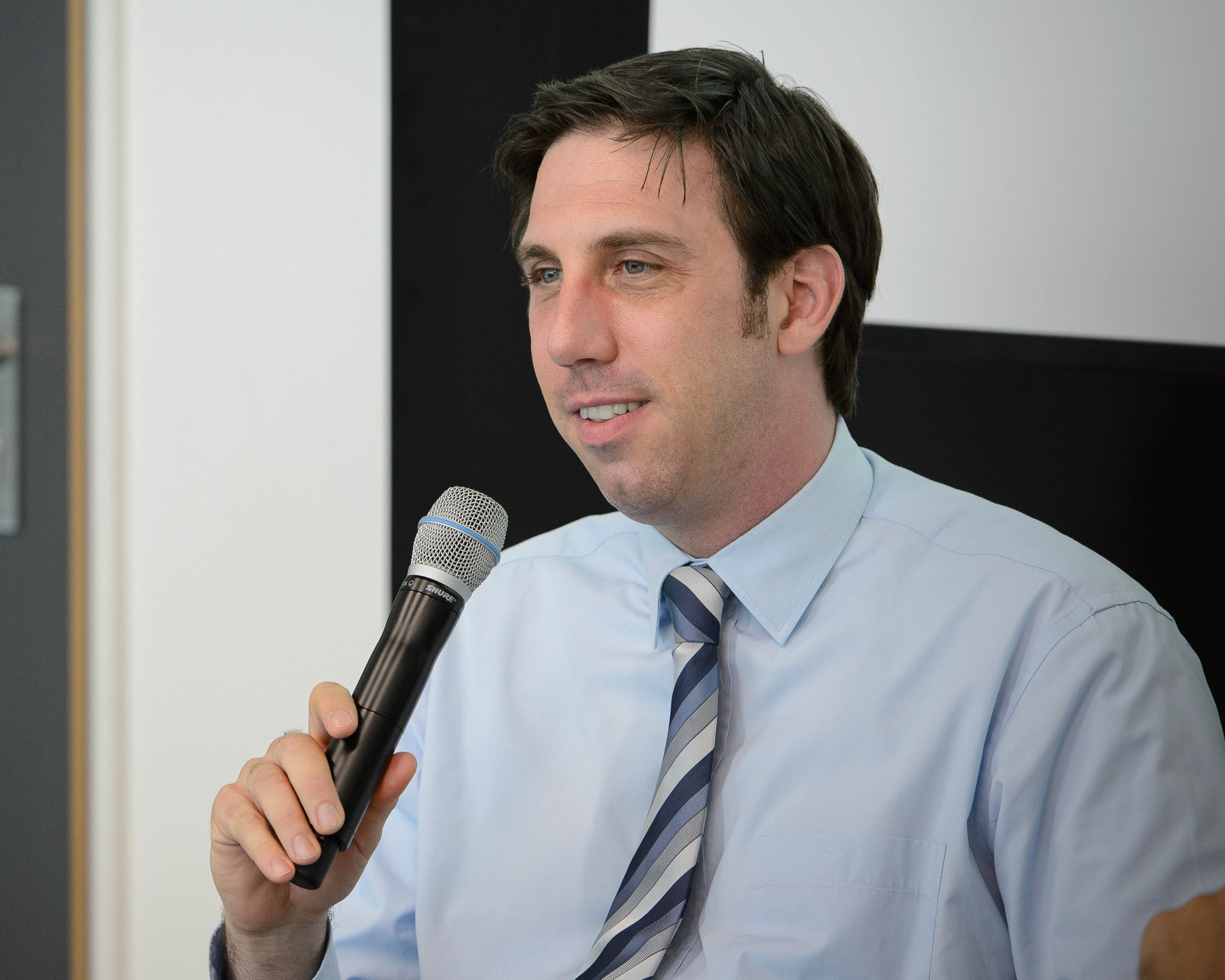
Niklas Schörnig, 2013

Niklas Schörnig (* 1972) ist ein deutscher Politikwissenschaftler.

## Leben
Nach dem Studium der Politikwissenschaft (Magister) und Volkswirtschaftslehre (Diplom) in Frankfurt am Main und Southampton promovierte er 2005 zum Dr. phil. an der Goethe-Universität als Stipendiat der Hessischen Stiftung Friedens- und Konfliktforschung (HSFK) mit einer Arbeit zur amerikanischen Rüstungsindustriepolitik der 1990er Jahre. Zuvor hatte er 2004 zwei Monate als Gastforscher an der Cornell University verbracht. Seit 2005 ist er im Programmbereich I – Sicherheits- und Weltordnungspolitik von Staaten – der HSFK als wissenschaftlicher Mitarbeiter und Projektleiter tätig und war von 2008 bis 2009 gewähltes Mitglied des Vorstandes. Er vertrat im Wintersemester 2011/12 die Professur Internationale Beziehungen und Theorien globaler Ordnungspolitik. In den wissenschaftlichen Beirat des Instituts für Theologie und Frieden wurde er 2015 berufen.
Seine Forschungsinteressen sind Theorien der internationale Beziehungen (insbesondere liberale Theorie des Demokratischen Friedens), Transformation des Militärs (Revolution in Military Affairs, vernetzte Operationsführung, Robotisierung der Streitkräfte), Zukunft des Krieges (Bedeutung staatlicher/nichtstaatlicher Akteure, zunehmende Asymmetrie, New Western Way of War), Zukunft der Rüstungskontrolle (speziell Rüstungskontrolle für militärische Roboter) und australische Außen- und Sicherheitspolitik.

## Schriften (Auswahl)
- mit Harald Müller: "Revolution in military affairs". Abgesang kooperativer Sicherheitspolitik der Demokratien? (= HSFK-Report. Band 2001,8). HSFK, Frankfurt am Main 2001, ISBN 3-933293-52-9.
- mit Annette Jünemann: Die Sicherheits- und Verteidigungspolitik der "Zivilmacht Europa". Ein Widerspruch in sich? (= HSFK-Report. Band 2002,13). HSFK, Frankfurt am Main 2002, ISBN 3-933293-72-3.
- mit Harald Müller: Rüstungsdynamik und Rüstungskontrolle. Eine exemplarische Einführung in die internationalen Beziehungen (= Außenpolitik und internationale Ordnung). Nomos, Baden-Baden 2006, ISBN 3-8329-1914-7.
- Theoretisch gut gerüstet? Die amerikanische Rüstungsindustriepolitik der 1990er Jahre aus IB-Perspektive (= Internationale Beziehungen. Band 8). Nomos, Baden-Baden 2007, ISBN 3-8329-3023-X (zugleich Dissertation, Frankfurt am Main 2005).
- als Herausgeber mit Jan Helmig: Die Transformation der Streitkräfte im 21. Jahrhundert. Militärische und politische Dimensionen der aktuellen "Revolution in military affairs" (= Studien der Hessischen Stiftung Friedens- und Konfliktforschung. Band 54). Campus-Verlag, New York/Frankfurt am Main 2008, ISBN 3-593-38433-7.
- The roo and the dragon. Australia's foreign policy towards China during Rudd era (= PRIF reports. Band 99). PRIF, Frankfurt am Main 2010, ISBN  	978-3-942532-15-0.
- Robot warriors. Why the Western investment into military robots might backfire (= PRIF reports. Band 100). PRIF, Frankfurt am Main 2010, ISBN 978-3-942532-16-7.
- als Herausgeber mit Claudia Baumgart-Ochse, Simone Wisotzki und Jonas Wolff: Auf dem Weg zu Just Peace Governance. Beiträge zum Auftakt des neuen Forschungsprogramms der HSFK (= Studien der Hessischen Stiftung Friedens- und Konfliktforschung. NF. Band 15). Nomos, Baden-Baden 2011, ISBN 3-8329-7051-7.